# Gales Creek (Oregon)
Gales Creek az Amerikai Egyesült Államok Oregon államának Washington megyéjében elhelyezkedő önkormányzat nélküli település.

## Története
A 19. században itt volt a Tillamookig tartó postakocsi-útvonal utolsó előtti megállója. Névadója a Joseph Gale telepesről elnevezett Gales-patak. A posta 1874-ben nyílt meg.

## Közszolgáltatások
Az 1859 és 2011 között működő iskola a Forest Grove-i Tankerülethez tartozott; bezárását követően sajátos nevelésű igényűek tanítására használják. A település a Forest Grove-i tűzoltóság lefedettségébe tartozik.

## Fordítás
- Ez a szócikk részben vagy egészben  a   Gales Creek, Oregon című angol Wikipédia-szócikk ezen változatának fordításán alapul.  Az eredeti cikk szerkesztőit annak laptörténete sorolja fel. Ez a jelzés csupán a megfogalmazás eredetét és a szerzői jogokat jelzi, nem szolgál a cikkben szereplő információk forrásmegjelöléseként.